# Llista de topònims de Bellpuig
Llista de topònims (noms propis de lloc) del municipi de Bellpuig, a l'Urgell
Informació actualitzada per un bot. Els canvis manuals es perdran quan s'actualitzi!

## arbre singular
| imatge | Nom                    | Ubicat a | instància de   | Detalls                                                                    | coordenades                                                                                                | Protecció        | Commons (més fotos)    | Dades a WD                    |
| ------ | ---------------------- | -------- | -------------- | -------------------------------------------------------------------------- | --- | ---------------- | ---------------------- | ----------------------------- |
|        | pins de Seana          | Seana    | arbre singular | Taxon: pi pinyer (Pinus pinea)                                             | 41° 40′ 16″ N, 1° 01′ 01″ E / 41.671094°N,1.01693°E                                                        |                  |                        | Modifica les dades a Wikidata |
|        | xop Gros del Molí Vell | Bellpuig | arbre singular | Taxon: pollancre ver (Populus nigra) Ample: 27m Alt: 28.5m Perímetre: 4.6m | 41° 37′ 13″ N, 1° 00′ 42″ E / 41.62017°N,1.01163°E ca:Salt del Molí Vell, al costat de Torre Besa 294 msnm | arbre monumental | Xop Gros del Molí Vell | Modifica les dades a Wikidata |

## cabana
| imatge | Nom                       | Ubicat a | instància de | Detalls | coordenades                                                          | Protecció | Commons (més fotos) | Dades a WD                    |
| ------ | ------------------------- | -------- | ------------ | ------- | -------------------------------------------------------------------- | --------- | ------------------- | ----------------------------- |
|        | cabana de l'Amadeu Torres | Bellpuig | cabana       |         | 41° 39′ 01″ N, 1° 01′ 01″ E / 41.650336378969°N,1.01706305103548°E   |           |                     | Modifica les dades a Wikidata |
|        | cabana del Batista Torres | Bellpuig | cabana       |         | 41° 39′ 07″ N, 1° 01′ 12″ E / 41.6520555283073°N,1.02013256300508°E  |           |                     | Modifica les dades a Wikidata |
|        | cabana del Cadell         | Bellpuig | cabana       |         | 41° 36′ 50″ N, 0° 59′ 21″ E / 41.6137891315047°N,0.989163475290084°E |           |                     | Modifica les dades a Wikidata |
|        | cabana del Capdevila      | Bellpuig | cabana       |         | 41° 36′ 54″ N, 0° 59′ 12″ E / 41.6149809917723°N,0.986762096212287°E |           |                     | Modifica les dades a Wikidata |
|        | cabana del Granollers     | Bellpuig | cabana       |         | 41° 36′ 50″ N, 0° 59′ 13″ E / 41.6139204719091°N,0.986891099339066°E |           |                     | Modifica les dades a Wikidata |
|        | cabana del Pol            | Bellpuig | cabana       |         | 41° 38′ 57″ N, 1° 01′ 52″ E / 41.6492971258971°N,1.03100038827894°E  |           |                     | Modifica les dades a Wikidata |
|        | cabana del Riasol         | Bellpuig | cabana       |         | 41° 39′ 04″ N, 1° 01′ 27″ E / 41.6510428679526°N,1.02409035848742°E  |           |                     | Modifica les dades a Wikidata |
|        | cabana del Ruestes        | Bellpuig | cabana       |         | 41° 37′ 04″ N, 1° 00′ 49″ E / 41.6176634538824°N,1.01358772495216°E  |           |                     | Modifica les dades a Wikidata |
|        | cabana del Totxet         | Bellpuig | cabana       |         | 41° 36′ 53″ N, 0° 59′ 13″ E / 41.6147942675614°N,0.986899923906295°E |           |                     | Modifica les dades a Wikidata |
|        | cobert de l'Amadeu Torres | Bellpuig | cabana       |         | 41° 37′ 02″ N, 1° 00′ 21″ E / 41.6172422217156°N,1.00590724691686°E  |           |                     | Modifica les dades a Wikidata |
|        | cobert de l'Isant         | Bellpuig | cabana       |         | 41° 40′ 23″ N, 1° 00′ 27″ E / 41.6729823064051°N,1.00737050069422°E  |           |                     | Modifica les dades a Wikidata |
|        | cobert del Cari           | Bellpuig | cabana       |         | 41° 36′ 59″ N, 1° 00′ 18″ E / 41.6165173382653°N,1.00513744804998°E  |           |                     | Modifica les dades a Wikidata |
|        | cobert del Foïna          | Bellpuig | cabana       |         | 41° 37′ 04″ N, 0° 58′ 58″ E / 41.6178126420096°N,0.982857275118903°E |           |                     | Modifica les dades a Wikidata |
|        | cobert del Garriga        | Bellpuig | cabana       |         | 41° 40′ 06″ N, 1° 01′ 01″ E / 41.6682377547886°N,1.01684994195918°E  |           |                     | Modifica les dades a Wikidata |
|        | cobert del Morell         | Bellpuig | cabana       |         | 41° 37′ 16″ N, 1° 01′ 12″ E / 41.6210435473159°N,1.02000153733795°E  |           |                     | Modifica les dades a Wikidata |
|        | cobert del Piera          | Bellpuig | cabana       |         | 41° 37′ 08″ N, 0° 59′ 10″ E / 41.6188778492811°N,0.986076740977625°E |           |                     | Modifica les dades a Wikidata |
|        | cobert del Pobre          | Bellpuig | cabana       |         | 41° 40′ 29″ N, 1° 00′ 48″ E / 41.6747258310613°N,1.01339522492006°E  |           |                     | Modifica les dades a Wikidata |
|        | cobert del Portella       | Bellpuig | cabana       |         | 41° 37′ 41″ N, 0° 58′ 51″ E / 41.6280647299595°N,0.980953058439896°E |           |                     | Modifica les dades a Wikidata |
|        | cobert del Solans         | Bellpuig | cabana       |         | 41° 37′ 05″ N, 1° 00′ 23″ E / 41.6181691474961°N,1.00638278221087°E  |           |                     | Modifica les dades a Wikidata |
|        | corral de l'Andorrà       | Bellpuig | cabana       |         | 41° 37′ 05″ N, 1° 00′ 18″ E / 41.6179199529841°N,1.00499819049932°E  |           |                     | Modifica les dades a Wikidata |
|        | corral del Marimon        | Bellpuig | cabana       |         | 41° 36′ 44″ N, 0° 59′ 52″ E / 41.6121998720973°N,0.99769773381989°E  |           |                     | Modifica les dades a Wikidata |

## casa
| imatge | Nom                                            | Ubicat a | instància de | Detalls                                                  | coordenades                                                                                         | Protecció                                  | Commons (més fotos)                            | Dades a WD                    |
| ------ | ---------------------------------------------- | -------- | ------------ | -------------------------------------------------------- | --------------------------------------------------------------------------------------------------- | ------------------------------------------ | ---------------------------------------------- | ----------------------------- |
|        | Ca l'Esquiu                                    | Bellpuig | casa         | Estil: arquitectura popular                              | 41° 37′ 32″ N, 1° 00′ 40″ E / 41.625611111111°N,1.0110888888889°E ca:Carrer del Castell, 3 299 msnm | bé cultural d'interès local                | Ca l'Esquiu                                    | Modifica les dades a Wikidata |
|        | Casa dels Consellers                           | Bellpuig | casa         | Estil: arquitectura del Renaixement arquitectura popular | 41° 37′ 33″ N, 1° 00′ 42″ E / 41.625711111111°N,1.0116694444444°E 300 msnm                          | bé cultural d'interès local                | Casa dels Consellers                           | Modifica les dades a Wikidata |
|        | habitatge a la plaça de Sant Roc, 39           | Bellpuig | casa         | Estil: arquitectura gòtica 14th century                  | 41° 37′ 33″ N, 1° 00′ 35″ E / 41.625718°N,1.009588°E ca:Plaça de Sant Roc, 39, Bellpuig 289 msnm    | bé integrant del patrimoni cultural català | Habitatge a la plaça de Sant Roc, 39           | Modifica les dades a Wikidata |
|        | habitatge al carrer Homenatge a la Vellesa, 15 | Bellpuig | casa         | Estil: arquitectura popular                              | 41° 37′ 33″ N, 1° 00′ 42″ E / 41.625719444444°N,1.0117194444444°E 300 msnm                          | bé integrant del patrimoni cultural català | Habitatge al carrer Homenatge a la Vellesa, 15 | Modifica les dades a Wikidata |
|        | habitatge al carrer Homenatge a la Vellesa, 9  | Bellpuig | casa         | Estil: arquitectura popular                              | 41° 37′ 32″ N, 1° 00′ 41″ E / 41.625619444444°N,1.0114694444444°E 298 msnm                          | bé integrant del patrimoni cultural català | Habitatge al carrer Homenatge a la Vellesa, 9  | Modifica les dades a Wikidata |

## edifici
| imatge | Nom               | Ubicat a | instància de | Detalls | coordenades | Protecció                   | Commons (més fotos)   | Dades a WD                    |
| ------ | ----------------- | -------- | ------------ | ------- | --- | --------------------------- | --------------------- | ----------------------------- |
|        | Hostal les Soques | Bellpuig | edifici      |         | 41° 37′ 51″ N, 1° 01′ 14″ E / 41.630952777778°N,1.02065°E ca:Ctra. N-II, cruïlla amb el camí del cementiri 310 msnm | bé cultural d'interès local | Hostal les Soques     | Modifica les dades a Wikidata |
|        | la Fontana        | Bellpuig | edifici      |         | 41° 37′ 24″ N, 1° 00′ 39″ E / 41.623213888889°N,1.0107555555556°E ca:Carrer de la Font, 21 285 msnm                 | bé cultural d'interès local | La Fontana (Bellpuig) | Modifica les dades a Wikidata |

## entitat singular de població
| imatge | Nom      | Ubicat a | instància de                                                    | Detalls  | coordenades                                                   | Protecció | Commons (més fotos) | Dades a WD                    |
| ------ | -------- | -------- | --------------------------------------------------------------- | -------- | ------------------------------------------------------------- | --------- | ------------------- | ----------------------------- |
|        | Bellpuig | Bellpuig | entitat singular de població capital municipal                  | 5077 hab | 41° 37′ 33″ N, 1° 00′ 41″ E / 41.62595°N,1.01144°E 309 msnm   |           |                     | Modifica les dades a Wikidata |
|        | Seana    | Bellpuig | entitat singular de població entitat municipal descentralitzada | 169 hab  | 41° 40′ 30″ N, 1° 01′ 01″ E / 41.674926°N,1.016954°E 283 msnm |           |                     | Modifica les dades a Wikidata |

## església
| imatge | Nom                      | Ubicat a | instància de                 | Detalls                                         | coordenades                                                                                   | Protecció                                            | Commons (més fotos)                | Dades a WD                    |
| ------ | ------------------------ | -------- | ---------------------------- | ----------------------------------------------- | --------------------------------------------------------------------------------------------- | ---------------------------------------------------- | ---------------------------------- | ----------------------------- |
|        | Sant Miquel de Seana     | Seana    | església església parroquial |                                                 | 41° 40′ 26″ N, 1° 01′ 02″ E / 41.673946°N,1.017221°E                                          |                                                      |                                    | Modifica les dades a Wikidata |
|        | Sant Nicolau de Bellpuig | Bellpuig | església església parroquial | Estil: gòtic tardà arquitectura del Renaixement | 41° 37′ 31″ N, 1° 00′ 44″ E / 41.625169444444°N,1.0121°E 307 msnm                             | bé cultural d'interès local                          | Sant Nicolau de Bellpuig           | Modifica les dades a Wikidata |
|        | convent de Sant Bartomeu | Bellpuig | església                     | Estil: gòtic tardà arquitectura del Renaixement | 41° 37′ 13″ N, 1° 00′ 32″ E / 41.620306°N,1.008828°E ca:Ctra. de Belianes (carrer de la Font) | bé d'interès cultural bé cultural d'interès nacional | Convent de Sant Bertomeu, Bellpuig | Modifica les dades a Wikidata |

## font
| imatge | Nom                 | Ubicat a | instància de | Detalls                       | coordenades                                                                                     | Protecció                                  | Commons (més fotos)            | Dades a WD                    |
| ------ | ------------------- | -------- | ------------ | ----------------------------- | ----------------------------------------------------------------------------------------------- | ------------------------------------------ | ------------------------------ | ----------------------------- |
|        | font de Lluny       | Bellpuig | font         |                               | 41° 37′ 18″ N, 1° 00′ 36″ E / 41.621795146453°N,1.0098998503011°E                               |                                            |                                | Modifica les dades a Wikidata |
|        | font de Sant Antoni | Bellpuig | font         |                               | 41° 37′ 19″ N, 1° 00′ 33″ E / 41.6219°N,1.0091777777778°E 288 msnm                              | bé cultural d'interès local                | Font de Sant Antoni (Bellpuig) | Modifica les dades a Wikidata |
|        | font de Sant Roc    | Bellpuig | font         | Estil: arquitectura eclèctica | 41° 37′ 31″ N, 1° 00′ 40″ E / 41.625188888889°N,1.0110388888889°E ca:Plaça de Sant Roc 293 msnm | bé integrant del patrimoni cultural català | Font de Sant Roc (Bellpuig)    | Modifica les dades a Wikidata |
|        | font de la Llúpia   | Bellpuig | font         |                               | 41° 37′ 54″ N, 0° 58′ 30″ E / 41.6315809899263°N,0.975020951679368°E                            |                                            |                                | Modifica les dades a Wikidata |

## granja
| imatge | Nom                      | Ubicat a | instància de | Detalls | coordenades                                                          | Protecció | Commons (més fotos) | Dades a WD                    |
| ------ | ------------------------ | -------- | ------------ | ------- | -------------------------------------------------------------------- | --------- | ------------------- | ----------------------------- |
|        | Granges del Font         | Bellpuig | granja       |         | 41° 39′ 28″ N, 1° 00′ 50″ E / 41.6576582688038°N,1.0139080150309°E   |           |                     | Modifica les dades a Wikidata |
|        | Granja Forcat            | Bellpuig | granja       |         | 41° 36′ 26″ N, 0° 58′ 23″ E / 41.6071098813627°N,0.972966568454686°E |           |                     | Modifica les dades a Wikidata |
|        | Granja Petit             | Bellpuig | granja       |         | 41° 40′ 13″ N, 1° 00′ 15″ E / 41.6703856790951°N,1.00409924117249°E  |           |                     | Modifica les dades a Wikidata |
|        | Granja Urgell            | Bellpuig | granja       |         | 41° 37′ 22″ N, 1° 00′ 29″ E / 41.6228557422992°N,1.00812288464011°E  |           |                     | Modifica les dades a Wikidata |
|        | Granja de Ca la Càndia   | Bellpuig | granja       |         | 41° 40′ 33″ N, 1° 00′ 50″ E / 41.6758254225727°N,1.01396205330954°E  |           |                     | Modifica les dades a Wikidata |
|        | Granja de Ca la Mariona  | Bellpuig | granja       |         | 41° 37′ 13″ N, 0° 58′ 19″ E / 41.6204026419604°N,0.971890034131052°E |           |                     | Modifica les dades a Wikidata |
|        | Granja de l'Oliva        | Bellpuig | granja       |         | 41° 38′ 49″ N, 1° 01′ 55″ E / 41.6470242156296°N,1.0318621320791°E   |           |                     | Modifica les dades a Wikidata |
|        | Granja del Boneu         | Bellpuig | granja       |         | 41° 37′ 08″ N, 0° 59′ 49″ E / 41.6189350827234°N,0.997081248170352°E |           |                     | Modifica les dades a Wikidata |
|        | Granja del Cavallons     | Bellpuig | granja       |         | 41° 39′ 03″ N, 1° 00′ 31″ E / 41.6508109559801°N,1.00857053493051°E  |           |                     | Modifica les dades a Wikidata |
|        | Granja del Comaposada    | Bellpuig | granja       |         | 41° 36′ 21″ N, 1° 00′ 18″ E / 41.6057524724137°N,1.00502519648377°E  |           |                     | Modifica les dades a Wikidata |
|        | Granja del Conillera     | Bellpuig | granja       |         | 41° 37′ 41″ N, 0° 58′ 47″ E / 41.6280507461473°N,0.979645039442715°E |           |                     | Modifica les dades a Wikidata |
|        | Granja del Costa         | Bellpuig | granja       |         | 41° 39′ 40″ N, 1° 00′ 40″ E / 41.6612200139122°N,1.01102413784586°E  |           |                     | Modifica les dades a Wikidata |
|        | Granja del Cresta        | Bellpuig | granja       |         | 41° 36′ 57″ N, 1° 00′ 46″ E / 41.6158021059158°N,1.01272071100428°E  |           |                     | Modifica les dades a Wikidata |
|        | Granja del Font          | Bellpuig | granja       |         | 41° 37′ 57″ N, 0° 59′ 31″ E / 41.6323712941207°N,0.991827195411162°E |           |                     | Modifica les dades a Wikidata |
|        | Granja del Franquesa     | Bellpuig | granja       |         | 41° 40′ 19″ N, 1° 00′ 48″ E / 41.6719053747428°N,1.01331380765325°E  |           |                     | Modifica les dades a Wikidata |
|        | Granja del Garriga       | Bellpuig | granja       |         | 41° 36′ 42″ N, 0° 59′ 51″ E / 41.6117376469539°N,0.997532015888765°E |           |                     | Modifica les dades a Wikidata |
|        | Granja del Gavernet      | Bellpuig | granja       |         | 41° 37′ 16″ N, 1° 00′ 27″ E / 41.6210816133197°N,1.00761336566097°E  |           |                     | Modifica les dades a Wikidata |
|        | Granja del Giribet       | Bellpuig | granja       |         | 41° 36′ 45″ N, 1° 00′ 18″ E / 41.6124688648561°N,1.00487819297577°E  |           |                     | Modifica les dades a Wikidata |
|        | Granja del Gordet        | Bellpuig | granja       |         | 41° 40′ 34″ N, 1° 00′ 38″ E / 41.6761087002807°N,1.01055362148451°E  |           |                     | Modifica les dades a Wikidata |
|        | Granja del Jordi         | Bellpuig | granja       |         | 41° 36′ 52″ N, 0° 59′ 04″ E / 41.6145257010824°N,0.984423931934679°E |           |                     | Modifica les dades a Wikidata |
|        | Granja del Mangano       | Bellpuig | granja       |         | 41° 37′ 02″ N, 1° 01′ 10″ E / 41.617330752268°N,1.01935900311646°E   |           |                     | Modifica les dades a Wikidata |
|        | Granja del Mateu         | Bellpuig | granja       |         | 41° 40′ 32″ N, 1° 00′ 37″ E / 41.6755016333984°N,1.01034407568506°E  |           |                     | Modifica les dades a Wikidata |
|        | Granja del Miquel Torres | Bellpuig | granja       |         | 41° 37′ 28″ N, 0° 58′ 10″ E / 41.6245725944935°N,0.969334602044566°E |           |                     | Modifica les dades a Wikidata |
|        | Granja del Pavia         | Bellpuig | granja       |         | 41° 40′ 07″ N, 1° 01′ 28″ E / 41.6686814688648°N,1.02430763933994°E  |           |                     | Modifica les dades a Wikidata |
|        | Granja del Peix          | Bellpuig | granja       |         | 41° 39′ 31″ N, 1° 00′ 54″ E / 41.6586966282771°N,1.01510111030177°E  |           |                     | Modifica les dades a Wikidata |
|        | Granja del Petit         | Bellpuig | granja       |         | 41° 40′ 03″ N, 1° 01′ 24″ E / 41.6676217708458°N,1.0234391824006°E   |           |                     | Modifica les dades a Wikidata |
|        | Granja del Soler         | Bellpuig | granja       |         | 41° 37′ 04″ N, 1° 01′ 19″ E / 41.6177160087872°N,1.02185569091673°E  |           |                     | Modifica les dades a Wikidata |
|        | Granja del Veterinari    | Bellpuig | granja       |         | 41° 36′ 38″ N, 1° 00′ 46″ E / 41.6106777729379°N,1.01274603918306°E  |           |                     | Modifica les dades a Wikidata |
|        | Torre del Sileta         | Bellpuig | granja       |         | 41° 37′ 14″ N, 0° 58′ 33″ E / 41.620501137381°N,0.97594388336702°E   |           |                     | Modifica les dades a Wikidata |

## masia
| imatge | Nom                    | Ubicat a | instància de | Detalls | coordenades                                                          | Protecció | Commons (més fotos) | Dades a WD                    |
| ------ | ---------------------- | -------- | ------------ | ------- | -------------------------------------------------------------------- | --------- | ------------------- | ----------------------------- |
|        | Ca l'Eusèbia           | Bellpuig | masia        |         | 41° 37′ 53″ N, 1° 00′ 20″ E / 41.6314585495803°N,1.00561306776826°E  |           |                     | Modifica les dades a Wikidata |
|        | Ca la Cila             | Bellpuig | masia        |         | 41° 40′ 03″ N, 1° 01′ 05″ E / 41.6675213594187°N,1.01813314846379°E  |           |                     | Modifica les dades a Wikidata |
|        | Ca la Sofia            | Bellpuig | masia        |         | 41° 40′ 33″ N, 1° 00′ 43″ E / 41.6757258612398°N,1.01185081428906°E  |           |                     | Modifica les dades a Wikidata |
|        | Cal Carabassa          | Bellpuig | masia        |         | 41° 37′ 11″ N, 1° 00′ 32″ E / 41.6196288111677°N,1.00901439835407°E  |           |                     | Modifica les dades a Wikidata |
|        | Cal Costa              | Bellpuig | masia        |         | 41° 40′ 31″ N, 1° 00′ 57″ E / 41.6752653281317°N,1.01594940854251°E  |           |                     | Modifica les dades a Wikidata |
|        | Cal Gabriel            | Bellpuig | masia        |         | 41° 39′ 12″ N, 1° 01′ 08″ E / 41.6534295016655°N,1.01885355312358°E  |           |                     | Modifica les dades a Wikidata |
|        | Cal Garriga            | Bellpuig | masia        |         | 41° 37′ 10″ N, 1° 00′ 27″ E / 41.6194389161919°N,1.0074118924484°E   |           |                     | Modifica les dades a Wikidata |
|        | Cal Lahuerta           | Bellpuig | masia        |         | 41° 40′ 18″ N, 1° 01′ 05″ E / 41.6716713908527°N,1.01801782243058°E  |           |                     | Modifica les dades a Wikidata |
|        | Cal Maginet            | Bellpuig | masia        |         | 41° 40′ 17″ N, 1° 00′ 43″ E / 41.6714393670681°N,1.01188666881286°E  |           |                     | Modifica les dades a Wikidata |
|        | Cal Pere Pigat         | Bellpuig | masia        |         | 41° 40′ 25″ N, 1° 01′ 06″ E / 41.6737377698593°N,1.01824271362609°E  |           |                     | Modifica les dades a Wikidata |
|        | Casa del Robert        | Bellpuig | masia        |         | 41° 37′ 52″ N, 1° 01′ 02″ E / 41.6311026747704°N,1.01731668983702°E  |           |                     | Modifica les dades a Wikidata |
|        | Caseta del Canal       | Bellpuig | masia        |         | 41° 36′ 16″ N, 0° 58′ 41″ E / 41.6043187232782°N,0.978129865318836°E |           |                     | Modifica les dades a Wikidata |
|        | Masia Andreu           | Bellpuig | masia        |         | 41° 40′ 30″ N, 1° 00′ 42″ E / 41.6749911096328°N,1.01154908519319°E  |           |                     | Modifica les dades a Wikidata |
|        | Masia Antonarro        | Bellpuig | masia        |         | 41° 40′ 28″ N, 1° 00′ 42″ E / 41.6745619349876°N,1.01173047957094°E  |           |                     | Modifica les dades a Wikidata |
|        | Masia Petit            | Bellpuig | masia        |         | 41° 40′ 06″ N, 1° 01′ 15″ E / 41.6682958274342°N,1.02073994833467°E  |           |                     | Modifica les dades a Wikidata |
|        | Masia del Rei          | Bellpuig | masia        |         | 41° 38′ 59″ N, 1° 00′ 51″ E / 41.6497810793697°N,1.01411404926591°E  |           |                     | Modifica les dades a Wikidata |
|        | Masia el Llebre        | Bellpuig | masia        |         | 41° 40′ 21″ N, 1° 01′ 06″ E / 41.6725250140721°N,1.01842407629086°E  |           |                     | Modifica les dades a Wikidata |
|        | Torre Bessa            | Bellpuig | masia        |         | 41° 37′ 10″ N, 1° 00′ 47″ E / 41.6195001210623°N,1.01302723235228°E  |           |                     | Modifica les dades a Wikidata |
|        | Torre Sala             | Bellpuig | masia        |         | 41° 36′ 57″ N, 0° 59′ 01″ E / 41.615934084358°N,0.98367608341307°E   |           |                     | Modifica les dades a Wikidata |
|        | Torre Verdeguer        | Bellpuig | masia        |         | 41° 40′ 10″ N, 1° 00′ 22″ E / 41.669462456578°N,1.0060295169387°E    |           |                     | Modifica les dades a Wikidata |
|        | Torre Vilaplana        | Bellpuig | masia        |         | 41° 38′ 27″ N, 1° 00′ 34″ E / 41.64069874803°N,1.0093181144707°E     |           |                     | Modifica les dades a Wikidata |
|        | Torre de Sant Isidre   | Bellpuig | masia        |         | 41° 39′ 50″ N, 1° 01′ 40″ E / 41.6639156775772°N,1.02790051292261°E  |           |                     | Modifica les dades a Wikidata |
|        | Torre de l'Alet        | Bellpuig | masia        |         | 41° 38′ 13″ N, 1° 01′ 44″ E / 41.6368521886021°N,1.02902621261742°E  |           |                     | Modifica les dades a Wikidata |
|        | Torre de l'Arbequí     | Bellpuig | masia        |         | 41° 35′ 53″ N, 0° 59′ 25″ E / 41.598035876221°N,0.99023275638955°E   |           |                     | Modifica les dades a Wikidata |
|        | Torre de l'Estany      | Bellpuig | masia        |         | 41° 39′ 21″ N, 1° 01′ 10″ E / 41.6557564187711°N,1.01956282796451°E  |           |                     | Modifica les dades a Wikidata |
|        | Torre de la Consuelo   | Bellpuig | masia        |         | 41° 38′ 23″ N, 1° 00′ 34″ E / 41.6397232015378°N,1.00957240829314°E  |           |                     | Modifica les dades a Wikidata |
|        | Torre del Bacardí      | Bellpuig | masia        |         | 41° 38′ 07″ N, 0° 58′ 48″ E / 41.6352098587902°N,0.980093704676248°E |           |                     | Modifica les dades a Wikidata |
|        | Torre del Barberet     | Bellpuig | masia        |         | 41° 36′ 57″ N, 0° 58′ 48″ E / 41.6158434508854°N,0.979966185785099°E |           |                     | Modifica les dades a Wikidata |
|        | Torre del Bernat       | Bellpuig | masia        |         | 41° 37′ 26″ N, 0° 57′ 59″ E / 41.6238789559973°N,0.966271502307595°E |           |                     | Modifica les dades a Wikidata |
|        | Torre del Bernaus      | Bellpuig | masia        |         | 41° 37′ 16″ N, 0° 58′ 39″ E / 41.621229625023°N,0.97750966313715°E   |           |                     | Modifica les dades a Wikidata |
|        | Torre del Coix         | Bellpuig | masia        |         | 41° 35′ 39″ N, 0° 58′ 51″ E / 41.594267056864°N,0.98075148099866°E   |           |                     | Modifica les dades a Wikidata |
|        | Torre del Colom        | Bellpuig | masia        |         | 41° 38′ 19″ N, 1° 02′ 17″ E / 41.6384917316271°N,1.03799286900914°E  |           |                     | Modifica les dades a Wikidata |
|        | Torre del Figueres     | Bellpuig | masia        |         | 41° 38′ 16″ N, 1° 00′ 08″ E / 41.637873283791°N,1.0022015539362°E    |           |                     | Modifica les dades a Wikidata |
|        | Torre del Jarque       | Bellpuig | masia        |         | 41° 38′ 12″ N, 1° 01′ 47″ E / 41.636549463577°N,1.0298555014702°E    |           |                     | Modifica les dades a Wikidata |
|        | Torre del Jounou       | Bellpuig | masia        |         | 41° 38′ 42″ N, 1° 01′ 01″ E / 41.6449951946902°N,1.01704677775039°E  |           |                     | Modifica les dades a Wikidata |
|        | Torre del Jover        | Bellpuig | masia        |         | 41° 39′ 50″ N, 1° 00′ 49″ E / 41.6639944832957°N,1.01365318414825°E  |           |                     | Modifica les dades a Wikidata |
|        | Torre del Mangano      | Bellpuig | masia        |         | 41° 37′ 18″ N, 1° 01′ 09″ E / 41.6216845570634°N,1.01904568488892°E  |           |                     | Modifica les dades a Wikidata |
|        | Torre del Mata         | Bellpuig | masia        |         | 41° 38′ 37″ N, 1° 01′ 08″ E / 41.643565192464°N,1.0188354347845°E    |           |                     | Modifica les dades a Wikidata |
|        | Torre del Molet        | Bellpuig | masia        |         | 41° 38′ 11″ N, 0° 59′ 48″ E / 41.6365106582539°N,0.99677709420133°E  |           |                     | Modifica les dades a Wikidata |
|        | Torre del Moreno       | Bellpuig | masia        |         | 41° 39′ 49″ N, 1° 00′ 54″ E / 41.6637104149449°N,1.01493506690413°E  |           |                     | Modifica les dades a Wikidata |
|        | Torre del Moretó       | Bellpuig | masia        |         | 41° 35′ 25″ N, 0° 58′ 58″ E / 41.5901610108841°N,0.982782858887733°E |           |                     | Modifica les dades a Wikidata |
|        | Torre del Nani         | Bellpuig | masia        |         | 41° 38′ 17″ N, 0° 59′ 48″ E / 41.6379207904909°N,0.996553319922677°E |           |                     | Modifica les dades a Wikidata |
|        | Torre del Paella       | Bellpuig | masia        |         | 41° 39′ 41″ N, 1° 00′ 53″ E / 41.661506482418°N,1.0146822909102°E    |           |                     | Modifica les dades a Wikidata |
|        | Torre del Pallàs       | Bellpuig | masia        |         | 41° 37′ 21″ N, 1° 00′ 52″ E / 41.6223687568217°N,1.01433150287901°E  |           |                     | Modifica les dades a Wikidata |
|        | Torre del Palomes      | Bellpuig | masia        |         | 41° 39′ 04″ N, 1° 00′ 45″ E / 41.6510838755957°N,1.01236881612147°E  |           |                     | Modifica les dades a Wikidata |
|        | Torre del Panxeta      | Bellpuig | masia        |         | 41° 39′ 05″ N, 1° 01′ 01″ E / 41.65145218937°N,1.01700480160071°E    |           |                     | Modifica les dades a Wikidata |
|        | Torre del Pelletes     | Bellpuig | masia        |         | 41° 39′ 19″ N, 1° 01′ 18″ E / 41.6552905693605°N,1.02179882029155°E  |           |                     | Modifica les dades a Wikidata |
|        | Torre del Pla          | Bellpuig | masia        |         | 41° 39′ 10″ N, 1° 00′ 21″ E / 41.6528868666581°N,1.00570851710242°E  |           |                     | Modifica les dades a Wikidata |
|        | Torre del Pla del Bosc | Bellpuig | masia        |         | 41° 38′ 49″ N, 1° 00′ 37″ E / 41.647020721617°N,1.0103242001499°E    |           |                     | Modifica les dades a Wikidata |
|        | Torre del Poncic       | Bellpuig | masia        |         | 41° 38′ 34″ N, 1° 00′ 43″ E / 41.6427081307325°N,1.01186989532469°E  |           |                     | Modifica les dades a Wikidata |
|        | Torre del Porta        | Bellpuig | masia        |         | 41° 40′ 00″ N, 1° 00′ 42″ E / 41.6665280090793°N,1.01172553360242°E  |           |                     | Modifica les dades a Wikidata |
|        | Torre del Reig         | Bellpuig | masia        |         | 41° 38′ 50″ N, 1° 01′ 07″ E / 41.647165889651°N,1.0187250836755°E    |           |                     | Modifica les dades a Wikidata |
|        | Torre del Roc          | Bellpuig | masia        |         | 41° 38′ 51″ N, 0° 59′ 37″ E / 41.6475877726103°N,0.993624026437299°E |           |                     | Modifica les dades a Wikidata |
|        | Torre del Segarra      | Bellpuig | masia        |         | 41° 38′ 58″ N, 0° 59′ 49″ E / 41.649491846702°N,0.99703925909634°E   |           |                     | Modifica les dades a Wikidata |
|        | Torre del Simeó        | Bellpuig | masia        |         | 41° 38′ 44″ N, 1° 00′ 51″ E / 41.6456748061451°N,1.01415614290887°E  |           |                     | Modifica les dades a Wikidata |
|        | Torre del Tarragó      | Bellpuig | masia        |         | 41° 38′ 00″ N, 1° 00′ 25″ E / 41.6333117253117°N,1.00704456417164°E  |           |                     | Modifica les dades a Wikidata |
|        | Torre del Titet        | Bellpuig | masia        |         | 41° 36′ 53″ N, 0° 58′ 22″ E / 41.6147903886826°N,0.972846035255792°E |           |                     | Modifica les dades a Wikidata |
|        | Torre del Viles        | Bellpuig | masia        |         | 41° 39′ 51″ N, 1° 01′ 10″ E / 41.664289867726°N,1.0194010899218°E    |           |                     | Modifica les dades a Wikidata |
|        | Xalet de l'Isidre      | Bellpuig | masia        |         | 41° 37′ 21″ N, 1° 01′ 02″ E / 41.6224976266657°N,1.01710028194596°E  |           |                     | Modifica les dades a Wikidata |
|        | Xalet del Florensa     | Bellpuig | masia        |         | 41° 37′ 19″ N, 1° 01′ 04″ E / 41.6219038163238°N,1.01765861876207°E  |           |                     | Modifica les dades a Wikidata |
|        | el Molí                | Bellpuig | masia        |         | 41° 37′ 12″ N, 1° 00′ 38″ E / 41.6200361815294°N,1.01069424650198°E  |           |                     | Modifica les dades a Wikidata |

## molí d'aigua
| imatge | Nom                 | Ubicat a | instància de | Detalls                                         | coordenades                                                                | Protecció                                  | Commons (més fotos)  | Dades a WD                    |
| ------ | ------------------- | -------- | ------------ | ----------------------------------------------- | -------------------------------------------------------------------------- | ------------------------------------------ | -------------------- | ----------------------------- |
|        | Molí Vell           | Bellpuig | molí d'aigua | Estil: arquitectura gòtica arquitectura popular | 41° 37′ 11″ N, 1° 00′ 42″ E / 41.619819444444°N,1.0116805555556°E 295 msnm | bé cultural d'interès local                | Molí Vell (Bellpuig) | Modifica les dades a Wikidata |
|        | Molí de la Farinera | Bellpuig | molí d'aigua | Estil: arquitectura popular                     | 41° 37′ 12″ N, 1° 00′ 43″ E / 41.620073°N,1.011849°E                       | bé integrant del patrimoni cultural català | Molí de la Farinera  | Modifica les dades a Wikidata |
|        | Molí del Senyor     | Bellpuig | molí d'aigua | Estil: arquitectura popular                     | 41° 36′ 44″ N, 1° 00′ 54″ E / 41.61224°N,1.015126°E                        | bé integrant del patrimoni cultural català | Molí del Senyor      | Modifica les dades a Wikidata |

## polígon industrial
| imatge | Nom                            | Ubicat a | instància de       | Detalls | coordenades                                                          | Protecció | Commons (més fotos) | Dades a WD                    |
| ------ | ------------------------------ | -------- | ------------------ | ------- | -------------------------------------------------------------------- | --------- | ------------------- | ----------------------------- |
|        | Polígon industrial Bellpuig 1  | Bellpuig | polígon industrial |         | 41° 37′ 58″ N, 0° 59′ 46″ E / 41.6326531126526°N,0.996104246260956°E |           |                     | Modifica les dades a Wikidata |
|        | Polígon industrial Bellpuig 2  | Bellpuig | polígon industrial |         | 41° 37′ 52″ N, 1° 00′ 10″ E / 41.6311929080428°N,1.0027641203664°E   |           |                     | Modifica les dades a Wikidata |
|        | Polígon industrial El Fontandó | Bellpuig | polígon industrial |         | 41° 38′ 04″ N, 1° 00′ 20″ E / 41.6343839181438°N,1.00551085127827°E  |           |                     | Modifica les dades a Wikidata |
|        | la Fàbrica                     | Bellpuig | polígon industrial |         | 41° 37′ 58″ N, 0° 59′ 38″ E / 41.6326702764458°N,0.9939908257027°E   |           |                     | Modifica les dades a Wikidata |

## porxe
| imatge | Nom                            | Ubicat a | instància de | Detalls                     | coordenades                                                           | Protecció                   | Commons (més fotos)                | Dades a WD                    |
| ------ | ------------------------------ | -------- | ------------ | --------------------------- | --------------------------------------------------------------------- | --------------------------- | ---------------------------------- | ----------------------------- |
|        | Porxos de la plaça de Sant Roc | Bellpuig | porxe        | Estil: arquitectura popular | 41° 37′ 32″ N, 1° 00′ 35″ E / 41.62564°N,1.009665°E 293 msnm          | bé cultural d'interès local | Porxos de la plaça de Sant Roc     | Modifica les dades a Wikidata |
|        | Porxos del carrer Major        | Bellpuig | porxe        |                             | 41° 37′ 29″ N, 1° 00′ 40″ E / 41.62475°N,1.0112°E ca:Carrer Major, 12 | bé cultural d'interès local | Porxos del carrer Major (Bellpuig) | Modifica les dades a Wikidata |

## Misc
| imatge | Nom                                               | Ubicat a                                                                                        | instància de                                  | Detalls                                                                     | coordenades | Protecció                                            | Commons (més fotos)                                        | Dades a WD                    |
| ------ | ------------------------------------------------- | ----------------------------------------------------------------------------------------------- | --------------------------------------------- | --------------------------------------------------------------------------- | --- | ---------------------------------------------------- | ---------------------------------------------------------- | ----------------------------- |
|        | Ajuntament de Bellpuig                            | Bellpuig                                                                                        | casa consistorial                             | Estil: arquitectura eclèctica                                               | 41° 37′ 31″ N, 1° 00′ 42″ E / 41.62539°N,1.01165°E 295 msnm                                                                        | bé cultural d'interès local                          | Ajuntament de Bellpuig                                     | Modifica les dades a Wikidata |
|        | Castell de Bellpuig                               | Bellpuig                                                                                        | castell                                       | Estil: arquitectura romànica arquitectura popular 11st century              | 41° 37′ 35″ N, 1° 00′ 39″ E / 41.626397222222°N,1.0109416666667°E ca:Plaça del Castell, Bellpuig 311 msnm                          | bé d'interès cultural bé cultural d'interès nacional | Castell de Bellpuig                                        | Modifica les dades a Wikidata |
|        | Estació de Bellpuig                               | Bellpuig                                                                                        | estació de ferrocarril estació en superfície  |                                                                             | 41° 37′ 57″ N, 1° 00′ 47″ E / 41.63252777777778°N,1.0129722222222222°E                                                             |                                                      | Bellpuig train station                                     | Modifica les dades a Wikidata |
|        | Pedrera La Closa                                  | Bellpuig                                                                                        | pedrera                                       |                                                                             | 41° 35′ 35″ N, 1° 00′ 15″ E / 41.5929823582828°N,1.0040628582883°E                                                                 |                                                      |                                                            | Modifica les dades a Wikidata |
|        | Secans de Belianes-Preixana                       | Tàrrega Vilagrassa Preixana Sant Martí de Riucorb Belianes Arbeca Vilanova de Bellpuig Bellpuig | àrea protegida Pla d'Espais d'Interès Natural | 1992 Superfície: 6505 6523.26765ha                                          | 41° 35′ 24″ N, 1° 01′ 16″ E / 41.59°N,1.021°E                                                                                      |                                                      | Secans de Belianes-Preixana (Special Area of Conservation) | Modifica les dades a Wikidata |
|        | Sepulcre de Ramon Folc de Cardona                 | Bellpuig                                                                                        | sepulcre monument històric                    | Estil: escultura del Renaixement Dedicat a: Ramon Folc de Cardona-Anglesola | 41° 37′ 30″ N, 1° 00′ 44″ E / 41.625131111111°N,1.0122930555556°E Sant Nicolau de Bellpuig                                         | bé cultural d'interès nacional                       | Tomb of Ramón de Cardona                                   | Modifica les dades a Wikidata |
|        | Silo de Bellpuig®                                 | Bellpuig                                                                                        | vèrtex geodèsic                               | Alt: 1.2m                                                                   | 41° 37′ 59″ N, 1° 00′ 35″ E / 41.633079°N,1.009787°E 349.341 msnm                                                                  |                                                      |                                                            | Modifica les dades a Wikidata |
|        | Teatre Armengol                                   | Bellpuig                                                                                        | teatre                                        | Estil: academicisme                                                         | 41° 37′ 37″ N, 1° 00′ 34″ E / 41.6269°N,1.00944°E                                                                                  | bé cultural d'interès local                          | Teatre Armengol                                            | Modifica les dades a Wikidata |
|        | Tossal del Perico                                 | Bellpuig                                                                                        | muntanya                                      |                                                                             | 41° 37′ 55″ N, 1° 02′ 15″ E / 41.6319°N,1.03761°E 328.7 msnm                                                                       |                                                      |                                                            | Modifica les dades a Wikidata |
|        | canal d'Urgell                                    | Noguera Urgell Pla d'Urgell Garrigues Segrià                                                    | canal de reg                                  | Desemboca: Segre Llarg: 144.2km                                             | 41° 55′ 47″ N, 1° 09′ 50″ E / 41.92977111111111°N,1.16391°E 41° 34′ 27″ N, 0° 34′ 37″ E / 41.57407111111111°N,0.5769580555555556°E |                                                      | Canal d'Urgell                                             | Modifica les dades a Wikidata |
|        | capella de la Mare de Déu dels Dolors de Bellpuig | Bellpuig                                                                                        | capella                                       |                                                                             | 41° 37′ 32″ N, 1° 00′ 44″ E / 41.625455679157°N,1.0121120969786°E ca:Església parroquial de Bellpuig                               |                                                      | Capella de la Mare de Déu dels Dolors de Bellpuig          | Modifica les dades a Wikidata |
|        | riu Corb                                          | Noguera Segrià Conca de Barberà Pla d'Urgell Urgell província de Lleida                         | curs d'aigua                                  | Desemboca: Segre Llarg: 57km                                                | 41° 40′ 41″ N, 0° 42′ 45″ E / 41.678°N,0.71242°E 41° 32′ 33″ N, 1° 21′ 21″ E / 41.542506°N,1.355713°E                              |                                                      | Corb River                                                 | Modifica les dades a Wikidata |
|        | sitja de Bellpuig                                 | Bellpuig                                                                                        | sitja                                         | Estil: Tipo T 1968 Superfície: 1723m²                                       | 41° 37′ 59″ N, 1° 00′ 34″ E / 41.63311111111111°N,1.0095277777777778°E                                                             |                                                      | Silo de Bellpuig                                           | Modifica les dades a Wikidata |